# Priay
Priay és un municipi francès situat al departament de l'Ain i a la regió d'Alvèrnia-Roine-Alps. L'any 2007 tenia 1.433 habitants.

## Demografia

### Població
El 2007 la població de fet de Priay era de 1.433 persones. Hi havia 532 famílies de les quals 132 eren unipersonals (88 homes vivint sols i 44 dones vivint soles), 160 parelles sense fills, 216 parelles amb fills i 24 famílies monoparentals amb fills.
La població ha evolucionat segons el següent gràfic:
Habitants censats

### Habitatges
El 2007 hi havia 660 habitatges, 545 eren l'habitatge principal de la família, 80 eren segones residències i 35 estaven desocupats. 588 eren cases i 71 eren apartaments. Dels 545 habitatges principals, 420 estaven ocupats pels seus propietaris, 116 estaven llogats i ocupats pels llogaters i 9 estaven cedits a títol gratuït; 3 tenien una cambra, 25 en tenien dues, 71 en tenien tres, 160 en tenien quatre i 286 en tenien cinc o més. 452 habitatges disposaven pel capbaix d'una plaça de pàrquing. A 205 habitatges hi havia un automòbil i a 301 n'hi havia dos o més.

### Piràmide de població
La piràmide de població per edats i sexe el 2009 era:
| Homes | Edats   | Dones |
| ----- | ------- | ----- |
| 0     | 95 o +  | 0     |
| 0     | 90 a 94 | 4     |
| 4     | 85 a 89 | 8     |
| 28    | 80 a 84 | 12    |
| 12    | 75 a 79 | 32    |
| 8     | 70 a 74 | 16    |
| 24    | 65 a 69 | 24    |
| 32    | 60 a 64 | 36    |
| 24    | 55 a 59 | 20    |
| 28    | 50 a 54 | 32    |
| 44    | 45 a 49 | 24    |
| 56    | 40 a 44 | 44    |
| 64    | 35 a 39 | 52    |
| 36    | 30 a 34 | 52    |
| 36    | 25 a 29 | 40    |
| 12    | 20 a 24 | 16    |
| 32    | 15 a 19 | 40    |
| 48    | 10 a 14 | 40    |
| 48    | 5 a 9   | 60    |
| 32    | 0 a 4   | 24    |

## Economia
El 2007 la població en edat de treballar era de 929 persones, 689 eren actives i 240 eren inactives. De les 689 persones actives 628 estaven ocupades (350 homes i 278 dones) i 61 estaven aturades (19 homes i 42 dones). De les 240 persones inactives 86 estaven jubilades, 77 estaven estudiant i 77 estaven classificades com a «altres inactius».

### Ingressos
El 2009 a Priay hi havia 548 unitats fiscals que integraven 1.392,5 persones, la mediana anual d'ingressos fiscals per persona era de 19.365 €.

### Activitats econòmiques
Dels 48 establiments que hi havia el 2007, 1 era d'una empresa extractiva, 2 d'empreses alimentàries, 4 d'empreses de fabricació d'altres productes industrials, 8 d'empreses de construcció, 10 d'empreses de comerç i reparació d'automòbils, 1 d'una empresa de transport, 4 d'empreses d'hostatgeria i restauració, 1 d'una empresa financera, 8 d'empreses de serveis, 7 d'entitats de l'administració pública i 2 d'empreses classificades com a «altres activitats de serveis».
Dels 12 establiments de servei als particulars que hi havia el 2009, 1 era un taller de reparació d'automòbils i de material agrícola, 2 guixaires pintors, 2 lampisteries, 3 electricistes, 1 perruqueria i 3 restaurants.
Dels 5 establiments comercials que hi havia el 2009, 2 eren botiges de menys de 120 m², 1 una botiga de menys de 120 m², 1 una fleca i 1 una botiga de mobles.
L'any 2000 a Priay hi havia 12 explotacions agrícoles que ocupaven un total de 448 hectàrees.

## Equipaments sanitaris i escolars
L'únic equipament sanitari que hi havia el 2009 era una farmàcia.
El 2009 hi havia una escola elemental.

## Poblacions més properes
El següent diagrama mostra les poblacions més properes.